# لو آموندسون
لو آموندسون (انگلیسی: Lou Amundson؛ زادهٔ ۷ دسامبر ۱۹۸۲) بازیکن بسکتبال اهل ایالات متحده آمریکا است.

## فعالیت ورزشی

### باشگاهی
از باشگاه‌هایی که در آن بازی کرده‌است می‌توان به نیو اورلینز پلیکانز، مینه‌سوتا تیمبرولوز، شیکاگو بولز، گلدن استیت واریرز، ایندیانا پیسرز، نیویورک نیکس، یوتا جاز، فینیکس سانز، و فیلادلفیا سونتی‌سیکسرز اشاره کرد.